# Reicholzheim
Reicholzheim an der Tauber ist eine Ortschaft der großen Kreisstadt Wertheim im Main-Tauber-Kreis in Baden-Württemberg. Es ist der größte periphere Ortsteil Wertheims mit ungefähr 1300 Einwohnern und seit 1968 ein anerkannter Erholungsort.

## Geographie

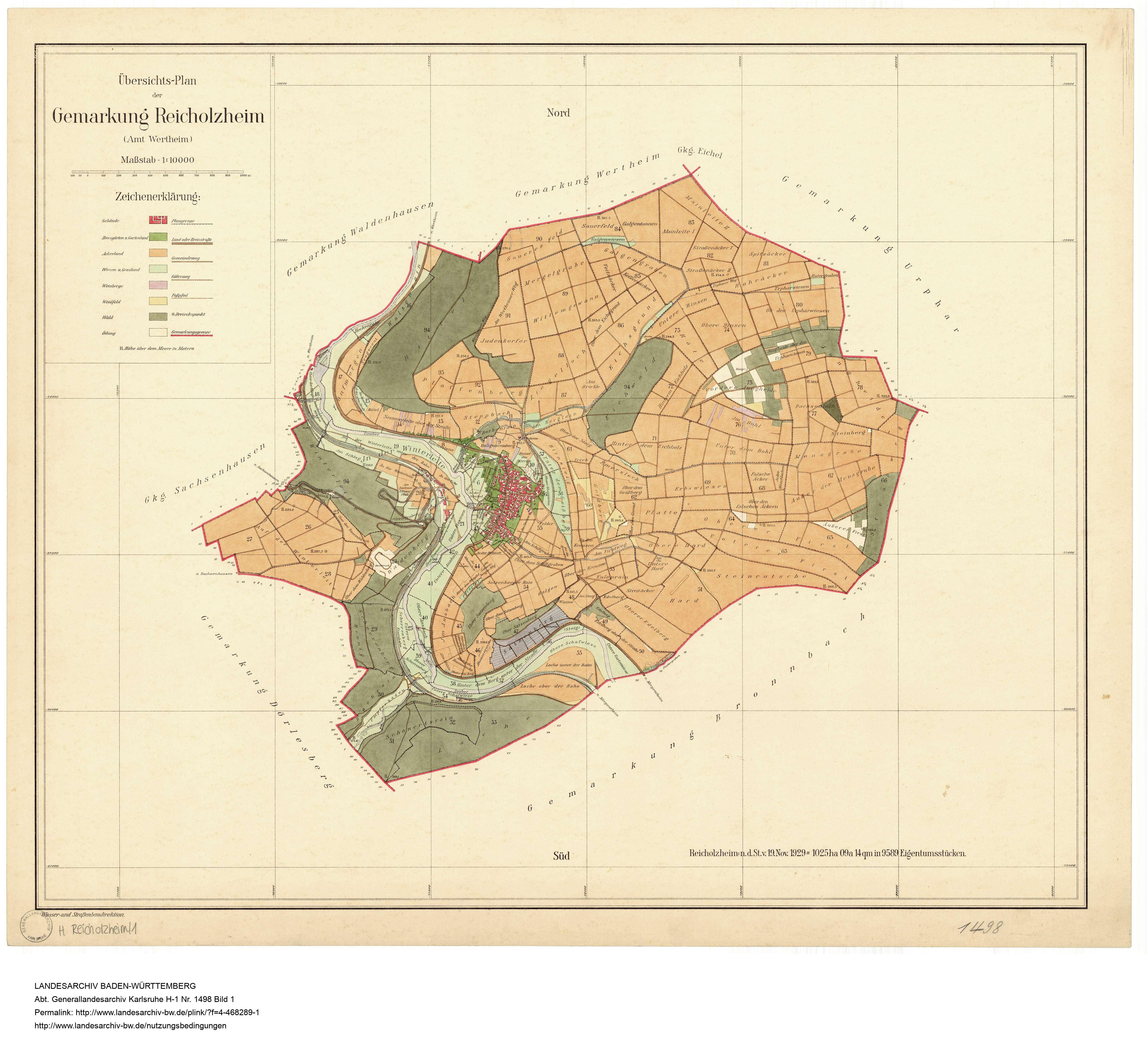
Gemarkung von Reicholzheim, 1929

### Geographische Lage
Auf der Gemarkung der ehemaligen Gemeinde Reicholzheim liegen das Dorf Reicholzheim (⊙), der Weiler Bronnbach (⊙), das Gehöft Schafhof (⊙) und die Wohnplätze Bahnstation Bronnbach (⊙), Bahnstation Reicholzheim (⊙), Campingplatz (⊙), Eichgrundsiedlung (⊙), Jungheidsiedlung (⊙) und Teilbacher Mühle (⊙).

### Schutzgebiete
Das mit Rechtsverordnung vom 2. November 1995 ausgewiesene Wasserschutzgebiet Reicholzheim mit der WSG-Nr. 128133 umfasst eine geschützte Fläche von 83,19 Hektar.

## Geschichte

### Erste Siedlungen
Der älteste Beweis für Siedlungen auf der Reicholzheimer Gemarkung ist ein kleiner Faustkeil, der am Satzenberg in der Flur „Hinter der Hommerecke“ gefunden wurde. Der Faustkeil war das Alltagsschneiderwerkzeug der Altsteinzeitmenschen, er ist über 50.000 Jahre alt. Der Satzenberg Reicholzheim ist benannt nach einer Person namens Zazo. Diesen Namen kennt man schon seit der Karolingerzeit und „Hommerecke“ als Flurname bedeutet zunächst Hamer (für Steinhammer), aber auch Fels oder Klippe. Archäologen haben anhand weiterer Feuer- und Hornsteine herausgefunden, dass dieser Platz am Satzenberg in verschiedenen Abschnitten immer wieder von Menschen in der Altsteinzeit bewohnt wurde. Eine weitere Fundstätte liegt auf der Höhe der Reicholzheimer Gemarkung, auf der Hochfläche der Mainleite. Das Gelände liegt 270 m über dem Meeresspiegel, bricht dort steil zum Main hin ab und bietet einen Ausblick hinüber in den Spessart bis zur Rhön. Was man dort gefunden hat, stammt aus der Jüngeren Altsteinzeit und ist etwa 35 000 bis 9000 Jahre alt. Das wichtigste Fundstück ist ein Stickel, mit dem die Steinzeitmenschen Einkerbungen in Holz oder Knochen eingeritzt haben. In die Schlitze der so vorbereiten Wurfspeere oder Messergriffe wurden mit Teer aus Birkenpech scharfkantige oder spitze Feuersteine eingeklebt.
Auch in der Jungsteinzeit war die Aussicht beliebt, man fand 1940 bei der Kartoffelernte ein gut erhaltenes Steinbeil aus dieser Zeit. Der älteste auf der Gemarkung Reicholzheim bisher gefundene Mensch, lag auf dem Betriebsgelände der Firma Dostmann auf der Linken Tauberseite unterhalb des Bahnhofs. Das Skelett soll 4000 Jahre alt sein, es hatte keinerlei Beigaben bei sich und deshalb gibt es auch keine verlässliche Informationen über sein Schicksal. Die größte Menge von Funden aus der Vorgeschichte von Reicholzheim stammt aus der ausgehenden Urnenfeldzeit (1200 bis 750 vor Chr.) In der Martin-Schlör-Str. wurden Tongefäße gefunden, die man zur Aufbewahrung der Asche von Verstorbenen benutzt hat. Sie waren 45 und 68 cm hoch und sind heute im Tauberbischofsheimer Heimatmuseum zu besichtigen.
In der Flur „Hinter den Zäunen“ fand ein Reicholzheimer auf seinem Grundstück anhand von Verfärbungen im Boden eine Abfallgrube mit Tonscherben, Knochen vom Schwein und Rind und einem Sandstein mit Schleifspuren aus der Bronzezeit. Ab 1984 wurden beim Pflügen eines Ackers auf der Mainleite immer wieder Tonscherben aus der Urnenfeldzeit gefunden. Also führte das Landesdenkmalamt eine Grabung durch und ermittelte tatsächlich eine weitere Siedlungsstelle. Man fand Reste von groben Töpfen, Schüsseln und Vorratsgefäßen, aber auch dünnwandige rillen- und riefenverzierte Keramik. Für die Herstellung von solch feinen Tonwaren musste man schon eine drehende Töpferscheibe benutzt haben. Mehrere Tassen mit Henkeln, verschiedene Becher und kleinere Schalen sind der Beweis für frühe Esskultur. Dass auf der Höhe richtiges Alltagsleben stattfand, beweisen auch die Tongewichte und Tonringe, die als Webgewichte bei der Herstellung von Stoffen und Kleidern gebraucht wurden. Aus dem damals zeittypischen Metall, der Bronze, hat man nur das vordere Bruchstück einer Messerklinge und den Teil einer Nadel gefunden.

### Gründung von Reicholzheim
Urkundlich erwähnt wird Reicholzheim erstmals 1178 als Richolfsheim. Dabei bestätigt Bischof Reinhard von Würzburg, dass die Zisterzienser-Abtei Kloster Bronnbach im Gebiet der Pfarrei Reicholzheim liegt. Wahrscheinlich ist Reicholzheim älter, denn es wurden bei einem Hausneubau alte Ausgrabungen gefunden, die vermutlich aus dem 5. Jahrhundert stammen. Den Ortsnamen erhielt Reicholzheim entweder vom Ritter Richolt oder vom Mainzer Erzbischof Richulf (Amtszeit: 787 – 813 n. Chr.). Es wird vermutet, dass im 8. Jahrhundert der Weinbau in Reicholzheim am Satzenberg begann. Die Wehrkirche von Reicholzheim ist mindestens seit 1100 im Ort vorhanden. Im Mittelalter hatte Reicholzheim verschiedene Namen: Reicholtsheim, Reichelsheim, Richolfsheim und Richolvesheim.

### Reicholzheim im Mittelalter und der Frühmoderne
Im 12. Jahrhundert war das Grafschaftsdorf dem Wertheimer Grafen unterstellt, nach der Gründung des Klosters Bronnbach 1151 wird Reicholzheim als Klosterdorf erwähnt. So werden 1285 von Graf Rudolf II. alle seine Güter in Reicholzheim an das Kloster übergeben. Er behielt sich nur die Landesherrlichkeit vor. Durch den Verkauf des Straßengerichts im 1369 ging das letzte Recht des Wertheimer Grafen an das Kloster Bronnbach über, so dass Reicholzheim im vollen Umfange dem Kloster unterstellt war. 1494 wurden Erstmals die Steinkreuze oberhalb von Reicholzheim erwähnt die zu dieser Zeit schon eine weile dort gestanden haben mussten. Durch die Reformation ging 1524 Reicholzheim für 150 Jahre wieder in den Besitz des Grafen in Wertheim über, und die Reicholzheimer mussten in dieser Zeit sieben Mal ihre Konfession von katholisch auf evangelisch und umgekehrt ändern. So wechselte die Hoheit über Reicholzheim im Mittelalter immer wieder zwischen dem Grafen von Wertheim und dem Kloster Bronnbach, das zu dem Bistum Würzburg gehörte. Die weltlichen Verwaltungsstellen des Klosters waren in Reicholzheim untergebracht, so z. B. die Steuereinzugstelle des Würzburger Bistums. Ab dem 16. Jahrhundert spielte der Weinbau für Reicholzheim eine entscheidende Rolle. Dies war vor allem den Bronnbacher Mönchen zu verdanken, die die Kultur des Dorfes in religiöser und geistiger Hinsicht beeinflussten. So förderte das Kloster vor allem den Weinbau und die Landwirtschaft in Reicholzheim. 1713 wurde die Kirche Sankt Georg fertiggestellt, die alte Wehrkirche wurde abgerissen. Im Jahr 1722 wurde der Bildstock an den Steinkreuzen aufgestellt.

#### Hochwasser
Der Dorfkern von Reicholzheim liegt nahe der Tauber. Somit kommt es bis heute immer wieder zu schweren Hochwassern. Diese sind an den historischen Hochwasserpegeln im Ortskern abzulesen. Im Jahre 1732 ist ein schweres Hochwasser vom 29. September dokumentiert. Das Wasser soll Nachts in einer halben Stunde das Untere Dorf erreicht haben. Es starben 25 Rinder und einige Schweine außerdem wurden viele Gärten vernichtet. Nur durch wachsame Bürger des Dorfes, die die anderen Bewohner geweckt haben, ist schlimmeres verhindert worden. Außerdem gab es schwere Beschädigungen an den Brücken entlang der Tauber. Die alte Reicholzheimer Tauberbrücke wurde hierdurch zerstört und es gab bis 1772 nur eine Furt.

### Reicholzheim im 19. und 20. Jahrhundert
1803 wurde das Kloster Bronnbach im Zuge des Reichsdeputationshauptschlusses aufgelöst, und so unterstand Reicholzheim ab diesem Zeitpunkt dem Fürsten zu Löwenstein-Wertheim-Rosenberg.
Im Jahre 1848 stürmten sieben Reicholzheimer das Bronnbacher Rentamt und forderten mit Flinten die Bauernbefreiung. Sie kamen in ein Gefängnis, wurden aber später begnadigt.
Mit dem Bau der 1868 eröffneten Bahnstrecke Lauda–Wertheim entstand die wichtige infrastrukturelle Anbindung Reicholzheims, die die Ansiedlung des heutigen links der Tauber bestehenden Teils des Dorfes bewirkt hat. So entwickelten sich dort nach dem Ersten Weltkrieg verschiedene Industrie- und Gewerbebetriebe und eine größere Wohnsiedlung. 1894 wurde die neue Dreifaltigkeitskapelle eingeweiht. Um 1900 zählte man mit Bronnbach 1000 Einwohner. 1928 wurde Bronnbach durch Beschluss des badischen Landtags von Reicholzheim politisch getrennt und 1936 in Reicholzheim eingemeindet. Im Jahre 1932 1 Jahr vor der NS-Zeit wurde das Kriegerdenkmal errichtet. Am 1. Januar 1975 wurde Reicholzheim gegen den Widerstand vieler Bürger Reicholzheims durch ein Urteil des Verwaltungsgerichts Baden-Württemberg nach Wertheim eingemeindet, wodurch Wertheim zu einer Großen Kreisstadt werden konnte. Ende des 20. Jahrhunderts wurde die Umgehungsstraße mit Unterstützung des Ortsvorstehers Rolf Sommer zur Verkehrs- und Lärmentlastung des Altorts entlang der Tauber gebaut. Der Rosengarten nahe der Tauber musste hierdurch entfernt werden.

#### Das Wappen
Blasonierung: In Rot ein goldener Brunnen mit zwei Schalen, aus denen silbernes Wasser fließt.
Ein 1614 vom Dorfgericht Dörlesberg ausgestellter Geburtsbrief wurde mit dem Privatsiegel des Reicholzheimer Oberschultheiß Johannes Heid besiegelt. Es trägt die Umschrift „REICHOLTZ. HEIMB. G. INS. 1760“ (= Reicholzheimer Gerichts-Insiegel) und zeigt den berittenen heiligen Georg, einen Drachen tötend. 1788 wurde unter einem gemeinen Dorf- und Gerichts Insiguel, wie gewöhnlich (Staatsarchiv Würzburg: Geburtsbriefe) ein Geburtsbrief ausgestellt; dieses Siegel wurde
bis 1813 verwendet. In der Zeit von 1856 bis 1888 verwendete die Gemeinde neben einem ovalen Farbstempel mit der Inschrift „GEMEINDEVERWALTUNG REICHOLZHEIM“ ein etwas größeres Prägesiegel mit der Umschrift „GERICHTS SIEGEL DER GEMEINDE REICHOLZ HEIM“, die von einem Blumenkranz umgeben war. Außerdem führte Reicholzheim bis 1901 einen Farbstempel mit dem Buchstaben R im gekrönten Schild. Auf Vorschlag des Generallandesarchivs und in Erinnerung an die frühere Zugehörigkeit zum Kloster Bronnbach nahm der Gemeinderat am 9. September 1901 das heutige Wappen an. Es war erstmals 1650 neben dem persönlichen Wappen des Abtes erschienen und wurde in dieser Form in das linke Untereck des fürstlich löwenstein-wertheimischen Wappens aufgenommen. Das Innenministerium Baden-Württemberg verlieh Reicholzheim am 19. März 1965 außerdem das Recht, eine Flagge in den Farben „Gelb-Rot“ zu führen.

### Reicholzheim im 21. Jahrhundert

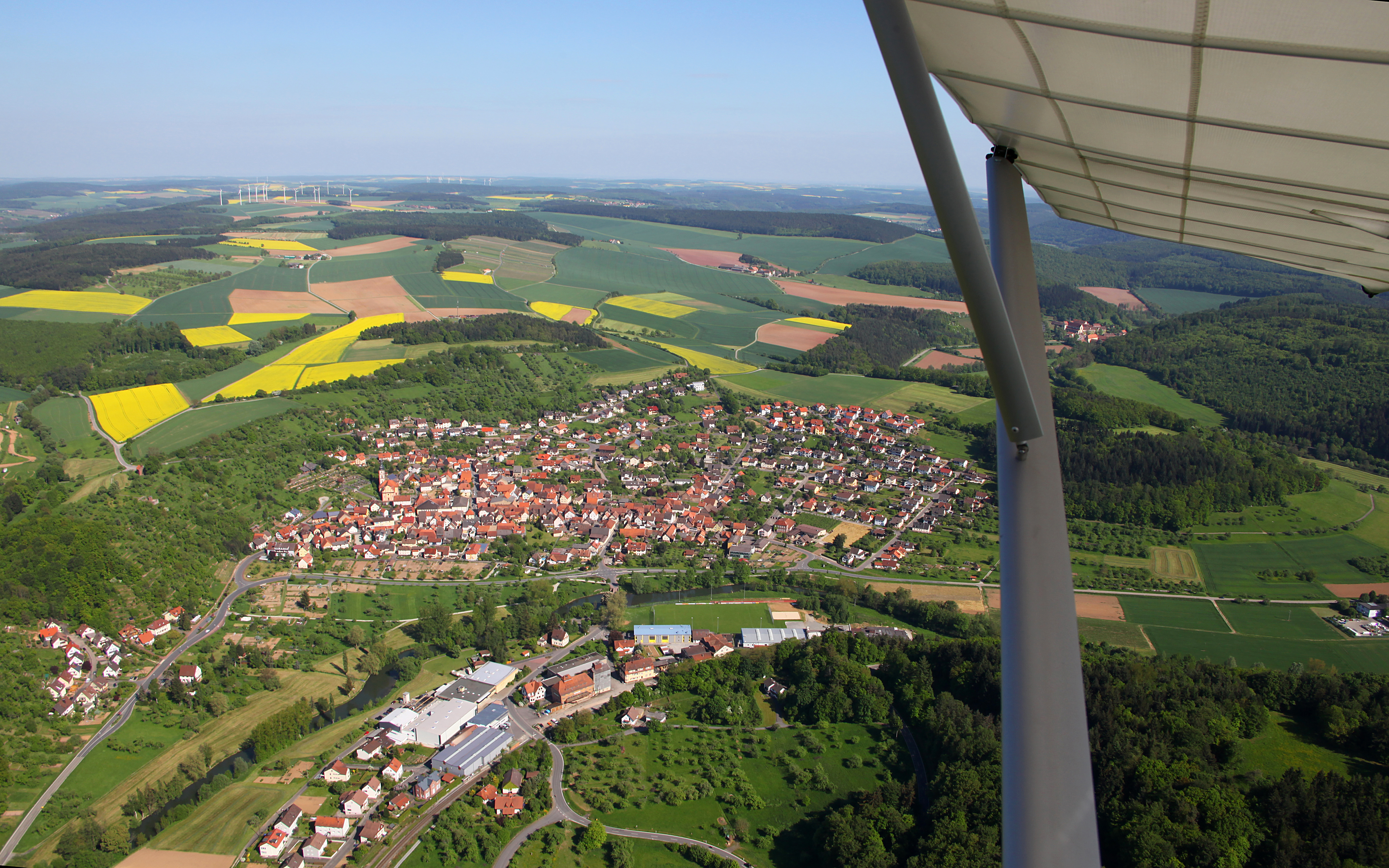
Blick auf Reicholzheim und das Kloster Bronnbach im Mai 2009

Anfang 2000 wurde der Neubau der Turn und Festhalle rechts der Tauber beschlossen. Diese wurde 2003 abgerissen und neu aufgebaut. Es wurde gleichzeitig außerdem eine kleine Halle neben der Haupthalle auf Wunsch der Vereine in Reicholzheim errichtet. Diese wurde von den Dorfbewohnern Asbachhalle getauft.
Der Kindergarten hat einen weiteren Anbau erhalten, außerdem wurden zahlreiche Straßen bis 2012 saniert. Diese erhielten teilweise auch Stolpersteine.
Ende 2010 wurde die DSL-Anbindung von 1 Mbit/s auf 16 Mbit/s verbessert. Seit 2015 gibt es auch eine LTE-Verbindung.

#### Entwicklung der Einwohnerzahl
Die Einwohnerentwicklung verläuft in Reicholzheim analog zur Entwicklung der gesamten Großen Kreisstadt Wertheim: Seit dem Jahr 2005 ist ein stetiger Einwohnerrückgang zu verzeichnen. In Reicholzheim ist die Einwohnerzahl seit dem Jahr 2001 von 1437 auf 1323 Einwohner im Jahr 2013 gesunken. Dies entspricht einem Verlust von fast 8 % der Einwohner.
| Jahr | Einwohner |
| ---- | --------- |
| 1850 | 900       |
| 1946 | 1600      |
| 1984 | 1500      |
| 2003 | 1455      |
| 2013 | 1323      |
| 2016 | 1280      |
| 2017 | 1268      |

#### Altersstruktur und demografischer Wandel
Das Durchschnittsalter in Reicholzheim beträgt derzeit 45 Jahre. Bei den Altersgruppen machen die ab 41-Jährigen mit insgesamt 58 % den überwiegenden Anteil der Wohnbevölkerung aus. Entsprechend unterrepräsentiert sind die jüngeren Jahrgänge. In etwa 20 Jahren ist in Reicholzheim eine deutlich Überalterung zu erwarten. Die heute 40- bis 60-Jährigen sind dann größtenteils im Rentenalter, die hohe Zahl dieser Altersgruppe wird nicht durch eine entsprechende Anzahl an jüngeren Einwohnern kompensiert. Diese Entwicklung entspricht der allgemeinen Entwicklung der Altersstruktur für den ländlichen Raum in Deutschland.

## Politik

### Schultheiße der Frühmoderne
Im Klosterarchiv (heute Staatsarchiv Bronnbach) wurden die Ehemaligen Schultheiße erfasst. Diese wurden in einer gemeinsamen Liste der Bürgermeister von Reicholzheim 1681 bis 1806 geführt. Das Kloster Bronnbach das Besitzansprüche an dem Dorf Reicholzheim hatte, bekam jeweils einen Schultheiß der von den Klosterpriestern ausgesucht wurde bis 1806 und in Reicholzheim hatte die Gemeinde extra gewählte Schultheiße. Die Aufgaben der Schultheiße haben zu einer Verbesserung der Dorfgemeinschaft und zu Veränderungen in Bronnbach und Reicholzheim geführt. Der Schultheiß vom Kloster Bronnbach war der Höchstrichter der niederen Gerichtsbarkeit für Streitigkeiten und Gesetzesverstöße der Einwohner in Reicholzheim.
| Name                                    | Jahr                                      | Leistungen/Informationen |
| --------------------------------------- | ----------------------------------------- | --- |
| Tobias Adelmann (* 1613; † 1692)        | etwa 1680 (Kloster)                       | War evtl. parallel Schultheiß mit Hans-Jörg Amend.                                                                                            |
| Hans-Jörg Amend (* 1636; † 1720)        | 1680–1682 (Gemeinde) 1688–1690 (Gemeinde) | Der erste in der Liste der jeweils für zwei Jahre vom Kloster ernannten (aber von der Gemeinde per Mehrheitsbeschluss gewählten) Schultheiße. |
| Simon Pahl (* 1653; † 1733)             | 1693–1695 (Gemeinde) 1702–1704 (Kloster)  | |
| Tobias Amend (* 1642; † 1719)           | vor 1719                                  | War 36 Jahre im Amt Bürgermeister |
| Hans Stefan Friedrich (* 1679; † 1756)  | 1725–1727 (Gemeinde)                      | |
| Hans Michael Amend (* 1698; † 1765)     | 1735–1737 (Gemeinde) 1746–1748 (Kloster)  | |
| Simon Amend (* 1665; † 1749)            | 1700–1702 (Kloster)                       | |
| Hans Gabriel Amend (* 1726; † 1796)     | (Kloster)                                 | Wahrscheinlich vom Kloster ernannter Schultheiß. Nicht erfasst in Bürgermeisterliste.                                                         |
| Adam Ötzel (* 1681; † 1752)             | 1730–1732 (Kloster)                       | War Schultheiß während des schweren Hochwassers 1732 Hochwasserschutz, Renovierung des Ortskerns                                              |
| Simon Winker (* 1691; † 1779)           | 1743–1745 (Gemeinde) 1748–1750 (Kloster)  | |
| Hans Gabriel Friedlein (* 1702; † 1781) | 1754–1756 (Gemeinde)                      | |
| Christoph Kuhn (* 1724; † 1799)         | 1782–1784 (Gemeinde)                      | |
| Johannes Amend (* 1751; † 1807)         | 1798–1806 (Kloster)                       | Letzter Schultheiß des Klosters Bronnbach. |

### Landtagswahlen 2016
| Gültige Stimmen | Dr. Wolfgang Reinhart | Birgit Väth | Ute Schindler-Neidlein | Susanne Löffler | Rolf Grüning | Falk Hagelstein | Werner Zollt | Christine Stankus | Michael Bindr | Dr. Christina Baum |
|                 | CDU                   | GRÜNE       | SPD                    | FDP             | DIE LINKE    | PIRATEN         | REP          | ÖDP               | ALFA          | AfD                |
| 627             | 291                   | 146         | 49                     | 40              | 14           | 7               | 1            | 8                 | 8             | 63                 |
| Prozent         | 46,41                 | 23,28       | 7,81                   | 6,37            | 2,23         | 1,11            | 0,15         | 1,27              | 1,27          | 10,04              |

## Kultur und Sehenswürdigkeiten

### Bauwerke und Baudenkmale

#### Steinkreuznest

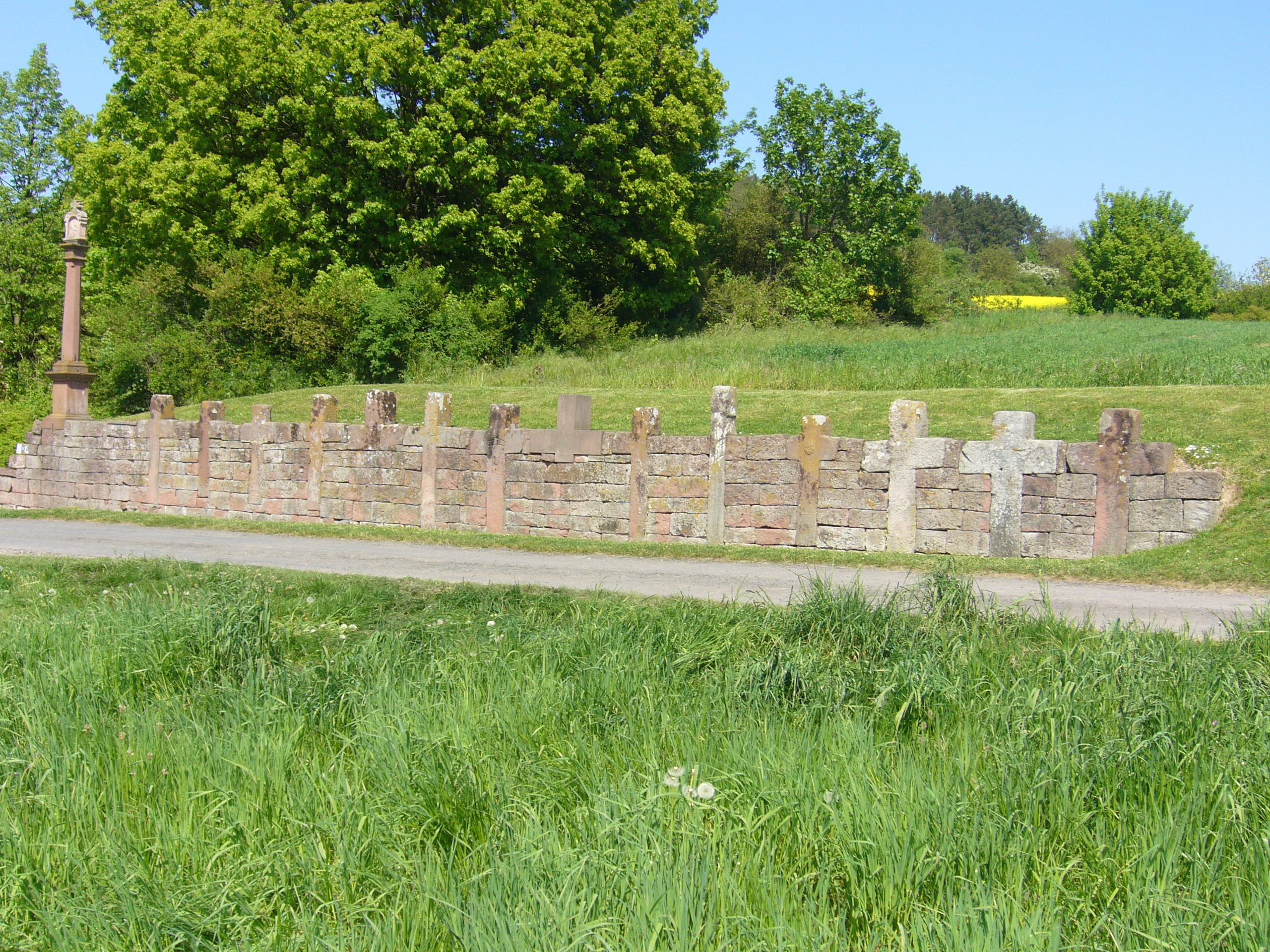
Das Steinkreuznest bei Reicholzheim

Das Steinkreuznest in Reicholzheim ist die größte Steinkreuznestansammlung Süddeutschlands mit 14 Steinkreuzen aus Sandstein, die in einer roten Sandsteinstützmauer eingebettet sind. Die Kreuze stehen am alten Höhenweg zwischen Reicholzheim und Bronnbach. Laut Fränkische Nachrichten sei eines der größten Steinkreuznester der Welt in Reicholzheim zu entdecken.

#### Sichelsteindenkmal
Oberhalb von Reicholzheim steht ein Steindenkmal mit einer Sichel eingezeichnet. Dieses Denkmal soll daran erinnern, dass man an einem Feiertag nicht zu arbeiten hat. Laut der Sage „Der Sichelesacker“ aus dem Mittelalter soll dort am Abend vor Maria Himmelfahrt der Acker, der geschnitten werden sollte, noch nicht fertig gewesen sein. Eine Frau wollte diese Arbeit aber trotzdem noch zu Ende führen. Die anderen Reicholzheimer sagten zu ihr, dass an einem Feiertag nicht gearbeitet werden darf. Daraufhin machte die Frau weiter und stolperte in die Sichel und starb. Zu Ehren an dieses Ereignisses wurde dieses Stein-Denkmal aufgestellt. Das angeblich immer wieder an dieselbe Stelle verrücken soll, auch wenn der Stein verschoben werden sollte. Seit dieser Zeit trägt der Acker den Flurnamen Sichelesacker.

#### Urpfarrei
Bei Renovierungsarbeiten an der Kirche St. Georg wurden drei Skelette gefunden, deren Arme seitlich neben dem Körper lagen. Die Toten waren nicht mit auf der Brust gefalteten Händen begraben worden und Experten schließen daraus, dass sie vor 1100 gestorben sein müssen. Außerdem fand man eine große Grabplatte ohne Beschriftung, die ebenso alt sein muss. Die Reicholzheimer Kirche galt als Mutterkirche für alle umgebenen Dörfer. Erst als es den Menschen zu beschwerlich wurde, nach arbeitsreichen Werktagen sonntags einen Kilometer langen Marsch zu unternehmen, um die Heilige Kommunion zu empfangen, bauten sie sich in ihren umliegenden Dörfern ihre eigenen Kirchen. Die Reicholzheimer Kirche war damals kleiner, der Turm war nicht so hoch und sie war eine Wehrkirche. Bei Gefahr konnten sich die Reicholzheimer in ihre Umfriedungsmauern flüchten, das Tor abschließen und waren in Sicherheit. Das war sehr nötig, denn das Mittelalter war eine äußerst unsichere Zeit für die Reicholzheimer. Erst gehörten sie dem Wertheimer Grafen. Diese gaben sie dann an das Kloster Bronnbach ab und so wurde aus der übergeordneten Mutterpfarrerei eine untergeordnete Filiale. Das Kloster Bronnbach war also jahrhundertelang Grundherr der Gemeinde Reicholzheim. In dieser Zeit stritt sich jeder mit jedem, die Wertheimer Grafen mit den Bronnbacher Abt, die Reicholzheimer Bauern und den Mainzer Bischöfen. Immer ging es um Zuständigkeiten, Besitz und Macht. Im 16. Jahrhundert verschoben sich die Machtverhältnisse zugunsten der Wertheimer Grafen. Diese führten die Reformation ein. Zwischen 1573 und 1648 mussten die Einwohner sechsmal ihre Religion ändern. Der Augsburger Religionsfriede beruhte auf dem Grundsatz: „Cuiuz regio eius religio“. Dies hieß, die Religion der Grundherren müssen seine Untertanen annehmen und wenn sie das nicht wollten, mussten sie auswandern. Erst 1672 kehrte wieder Ruhe ein. Reicholzheim wurde endgültig dem Kloster Bronnbach zugesprochen, die Einwohner wurden wieder katholisch. Jetzt war ihre Kirche zu klein geworden und wahrscheinlich wollte man auch nicht mehr an die turbulente Vergangenheit erinnert werden und so ließ der Bronnbacher Abt die Kirche neu errichten.

#### Kirche St. Georg
Die Kirche St. Georg entstand vermutlich nach dem Abriss der Wehrkirche der Urpfarrei Reicholzheim aus dem 11. Jahrhundert. Der in Grünsfeld gebürtige Bronnbacher Abt Joseph Hartmann (1699–1724) ließ die neue Kirche nach den Plänen seines Vorgängers, Abt Franz Wundert (1670–1699), in den Jahren 1710 bis 1713 errichten. Die Bauleitung erhielt der Würzburger Stadtbaumeister Johann Josef Greissing (1664–1721), der jedoch noch vor der Fertigstellung in Würzburg verstarb. Zu diesem Zeitpunkt war der Rohbau der Kirche vollendet. Der geplante Prunkbau konnte nicht realisiert werden, da die Mittel des Klosters Bronnbach hierfür nicht ausreichten.
Die Kirche hat im Grundriss eine Breite von 11,20 m und mit dem ehemaligen Chor, der etwas schmäler, dafür länger als der jetzige war, eine Länge von 37,50 m. Die Deckenhöhe beträgt 9 m. Sie steht in Richtung Ost-West, das Langschiff ist im Wesentlichen unverändert. Der Grundriss der Sakristei war erheblich kleiner als der der heutigen Anbauten. Damals wie heute bestand je ein Zugang zum Turm und zur Sakristei. Das Sakramentshäuschen, das auf der Turmseite angebracht ist, stammt aus der Zeit des Rohbaus. Der Westgiebel ist im Barockstil gehalten, er enthält das Hauptportal mit den profilierten Türgewändern und den Sturz mit den Initialen des Erbauers. Darüber befindet sich das Wappen des Abtes, in je einer Nische stehen beiderseitig davon die Statuen der Apostel Petrus und Paulus. Die 1721 durch den Bildhauermeister Johann Thomas Müller aus Freudenberg gefertigten Statuen kosteten damals 19 Gulden. Die Empore wurde unter Abt Ambosius Balbus eingebaut. Das Fundament und die Umfassungsmauern sind aus heimischem Rotsandstein gemauert.
1903/04 wurde die Kirche unter dem Pfarrer Martin Noe erweitert und ein 43 m hoher Kirchturm errichtet. Besonders sehenswert sind die Barockaltäre, die vom Würzburger Meister Balthasar Esterbauer angefertigt wurden. Kirchenpatron ist der Heilige Georg, der im Aufbau des Hochaltars im Kampf mit dem Drachen zu sehen ist. Vor einigen Jahren wurde die Fassade der Kirche aufwändig renoviert.

#### Dreifaltigkeitskapelle und Kriegerdenkmal
Die Dreifaltigkeitskapelle wurde 1893–1894 von Adam Umert mit der Hilfe von mehreren Dorfbewohnern errichtet und steht genau wie das Kriegerdenkmal auf einem Berg, von dem das ganze Dorf überblickt werden kann. Die Kapelle ist aus dem vor Ort vorkommenden Rotsandstein gebaut. Das Kriegerdenkmal ermöglicht einen Ausblick auf den Ort und das Taubertal bei Reicholzheim. Es wurde 1932 unter der Regie der Kriegerkameradschaft gebaut; auf den roten Sandsteintafeln sind die Namen der Gefallenen und vermissten Reicholzheimer des Ersten und Zweiten Weltkriegs zu sehen.

#### Tauberbrücke
Die merowingische Königstraße von Worms nach Würzburg führte im 8. Jahrhundert wohl durch Reicholzheim, weil sich dort die einzige Tauber-Furt auf der kürzesten Verbindung befand. Wann die erste Brücke über die Tauber gebaut wurde, ist nicht bekannt. Bereits im 14. Jahrhundert existierte etwa an der Stelle der jetzigen Brücke ein hölzerner Vorgängerbau, der bei einem Hochwasser 1732 zerstört wurde. In den folgenden 40 Jahren existierte keine Brücke, sondern nur eine Furt, bis 1772 die heutige Brücke erbaut wurde. Abt Ambrosius ließ auf Kosten des Klosters Bronnbach die jetzige Vierbogenbrücke mit der Länge von 39 Metern aus Rotsandstein bauen. Die Reicholzheimer errichteten ihre Brücke in Fron-, Hand- und Spanndiensten, allerdings nicht direkt über dem Wasserlauf, sondern etwas weiter westlich auf trockenem Grund. Als sie fertiggestellt war, leitete man die Tauber in das neue Flussbett unter der Brücke hindurch. 1775 wurde eine Statue des „Brückenheiligen“ Johannes Nepomuk auf dem Bauwerk aufgestellt. Die heutige Statue stammt aus den 90er Jahren und ist eine Nachbildung der Originalfigur, die in Ahlen steht. Sie kam gegen Ende des Zweiten Weltkriegs auf unbekannten Wegen in ein Würzburger Antiquariat und wurde dort in den 80er Jahren von einem Ahlener Pfarrer gefunden und mit Unterstützung Ahlener Politiker für ca. 6000 DM gekauft und nach Ahlen verbracht. Die Nachfolgestatue stand von den 50er bis in die 80er Jahre auf der Brücke und wurde wegen ihrer Beschädigung bei der Brückensanierung 1989/90 ausgetauscht. Da ein Rückkaufversuch der Gemeinde Reicholzheim in den 90er Jahren erfolglos blieb, wurde bei Bildhauer Göbel aus Assamstadt eine Kopie der Ahlener Statue beauftragt, die er anhand eines Abgusses des Originals fertigte.

#### Bildstöcke
Es haben sich in Reicholzheim einige alte Bildstöcke erhalten. Der älteste steht auf dem Berg der Dreifaltigkeitskapelle und sein Sockel ist aus dem 14. Jahrhundert. Das Oberteil zeigt den heiligen Sankt Georg, der auf einem Pferd sitzend mit einer Lanze einen Drachen ersticht, dieses wurde im frühen 18. Jahrhundert aufgestellt.
Ein weiterer Bildstock wurde 1673 vom Bronnbacher Abt Franziskus an den Rand des Satzenberges gestellt. Der Bildstock trägt als obersten Abschluss ein Caravaca-Kreuz. Auf dem Bildstock hat der Abt in lateinischer Sprache eine Inschrift meißeln lassen, die in der Übersetzung folgendes bedeutet:
„Franziskus, Bronnbacher Abt, setzte Gott zu Ehren diesen Bildstock, während er den gegenwärtigen Weinberg anlegte, aufschichtete und einebnete.“
Der interessanteste Bildstock stand früher bei der alten Milchsammelstelle in Reicholzheim. Bei Umbauten zu Gunsten der Volksbankfiliale 1979 musste der Bildstock versetzt werden. Dabei entdeckte man, dass die Heilige Walburga, die sich im Kopfteil des Bildstocks befand, eine kostbare Lindenholzfigur aus dem Jahr 1600 war. Auf dem Sockel steht die Inschrift, in Lateinischer Sprache:
„heilige Walburga, bei Gott und den Menschen beliebt, sei unsere Zuflucht in unserer Not.“
Die Lindenholzfigur wurde schließlich in das Grafschaftsmuseum in Wertheim gebracht und wurde durch eine Kunststoffnachbildung ersetzt.
In der Ortsmitte an der Hauptstraße stand ein weiterer Bildstock der eine von Paul Weidinger gestiftete Madonna trägt. Nachdem der Rosengarten entfernt worden ist und anstelle die Umgehungsstraße gebaut worden ist, wurde dieser dorthin versetzt und immer wieder von Autos beschädigt. 2016 wurde der Bildstock samt Fundament beschädigt. Dies wurde von den Reicholzheimern als Zeichen gesehen, dass der Rosengarten, der an dieser stelle vorhanden war, ersetzt werden soll. 2017 schließlich wurde der Bildstock dann wieder versetzt, rechts neben die Tauberbrücke und schaut jetzt auf die Dreifaltigkeitskapelle.

### Kulinarische Spezialitäten
- Zemmede, eine einfache Mehlspeise

### Rad- und Wanderwege
Reicholzheim liegt am Taubertalradweg. Der Panoramaweg Taubertal führt ebenfalls durch Reicholzheim. Der dritte Wanderweg im Lieblichen Taubertal (LT 3) mit der Bezeichnung „Wein und Glaube“ führt von Wertheim über Waldenhausen und Reicholzheim bis nach Bronnbach zum dortigen Kloster Bronnbach. Die Rückkehr wird über die Bahnstrecke vom Bahnhof Bronnbach (Tauber) bis zum Bahnhof Wertheim empfohlen.

### Regelmäßige Veranstaltungen
- der Autofreie Sonntag, der alle zwei Jahre im unteren Taubertal am 2. Sonntag im August, stattfindet und an dem sich Reicholzheim mit einem Brückenfest beteiligt,
- Die Faschingsfremdensitzungen des RNC,
- das Hofschoppenfest, bei dem regionale Weine verkauft werden,
- das Fischereifest, bei dem alle zwei Jahre Fischspezialitäten direkt an der Tauber verkauft werden,
- der Weihnachtsmarkt, bei dem es regionale Produkte zu kaufen gibt.

### Dialekt
In Reicholzheim hat sich im Laufe des Mittelalters ein eigener Dialekt des Taubergründischen entwickelt. Er wird von Reicholzheimern im Dorf und vor allem auf den Faschingssitzungen des Reicholzheimer Faschingsclub verwendet.
Beispiele:
| Hochdeutsch    | Reicholzheimer Dialekt |
| -------------- | ---------------------- |
| heißen         | ghaasse                |
| unserem        | unnerm                 |
| herausgekommen | nauskumme              |
| schimpfen      | g´schennt              |
| glauben        | glaab                  |
| hat            | hoat                   |
| Arbeit         | Aerwet                 |
| wirklich       | wärgli                 |
| einreden       | ejgreedt               |
| haben          | häwwe                  |
| werden         | wärd                   |
| meinen         | moan                   |
| hoch           | nuff                   |
| geredet        | gebabbelt              |

## Wirtschaft und Infrastruktur

### Öffentliche Einrichtungen
Reicholzheim besitzt einen Kindergarten und eine Grundschule sowie ein Gemeindezentrum, in dem die Ortsverwaltung, die evangelische Kirchengemeinde und die Freiwillige Feuerwehr untergebracht sind. Des Weiteren besitzt Reicholzheim eine Turn- und Festhalle, in der bis zu 500 Menschen Platz finden sowie zwei Sportplätze, eine Motocrossstrecke und eine Sternwarte.

### Tourismus
Der Ende des 19. Jahrhunderts aufgekommene Tourismus (Gründung der Gasthäuser Traube und Stern) ist ein entscheidender Faktor der Wirtschaft in Reicholzheim geworden und hat durch den Eintritt der Gemeinde in die Arbeitsgemeinschaft Liebliches Taubertal 1951, durch erste Hotelgründungen (Traube 1965, Haus Martha 1975) sowie durch den 1980 eröffneten Radfahrweg Liebliches Taubertal stark zugenommen.
Von Bedeutung waren Ende der 80er Jahre die Weinwandertage der Winzergenossenschaft mit ihrem Programm „Trimmen und Schlemmen“, zu denen bisweilen 3.000 Besucher kamen. Die Bundesbahn stattete zu jener Zeit den „Rollenden Trollinger“ (Halt in Lauda) mit Sonderwagen aus; für die Rückfahrt hielt der Eilzug Frankfurt-Ulm in Reicholzheim.
Seit der Änderung der Streckenführung am 1. Januar 2016 führt der Verlauf der Romantischen Straße durch die Ortschaft.
Das 2018 eröffnete Dorfmuseum Reicholzheim ist ein Museum für ländliches Kulturgut in Trägerschaft des 1985 gegründeten Heimatvereins Reicholzheim. Es befindet sich auf dem Anwesen des früheren Gasthauses Stern.
Das im Ortsteil Bronnbach gelegene Kloster Bronnbach bietet mit vielfältigen Angebot ein Ziel für Kulturinteressierte. In dem im Eigentum des Main-Tauber-Kreises befindlichen ehemaligen Zisterzienserkloster finden in Regie des Eigenbetriebs Kloster Bronnbach übers ganze Jahr verteilt Konzert- und Vortragsveranstaltungen, Ausstellungen, Workshops und Märkte statt. Führungen durch die Klostergebäude oder die restaurierten Klostergärten zählen ebenso zum kulturellen Programm.

### Verkehr
Der Haltepunkt Reicholzheim liegt an der Bahnstrecke Lauda–Wertheim.

### Weinbau

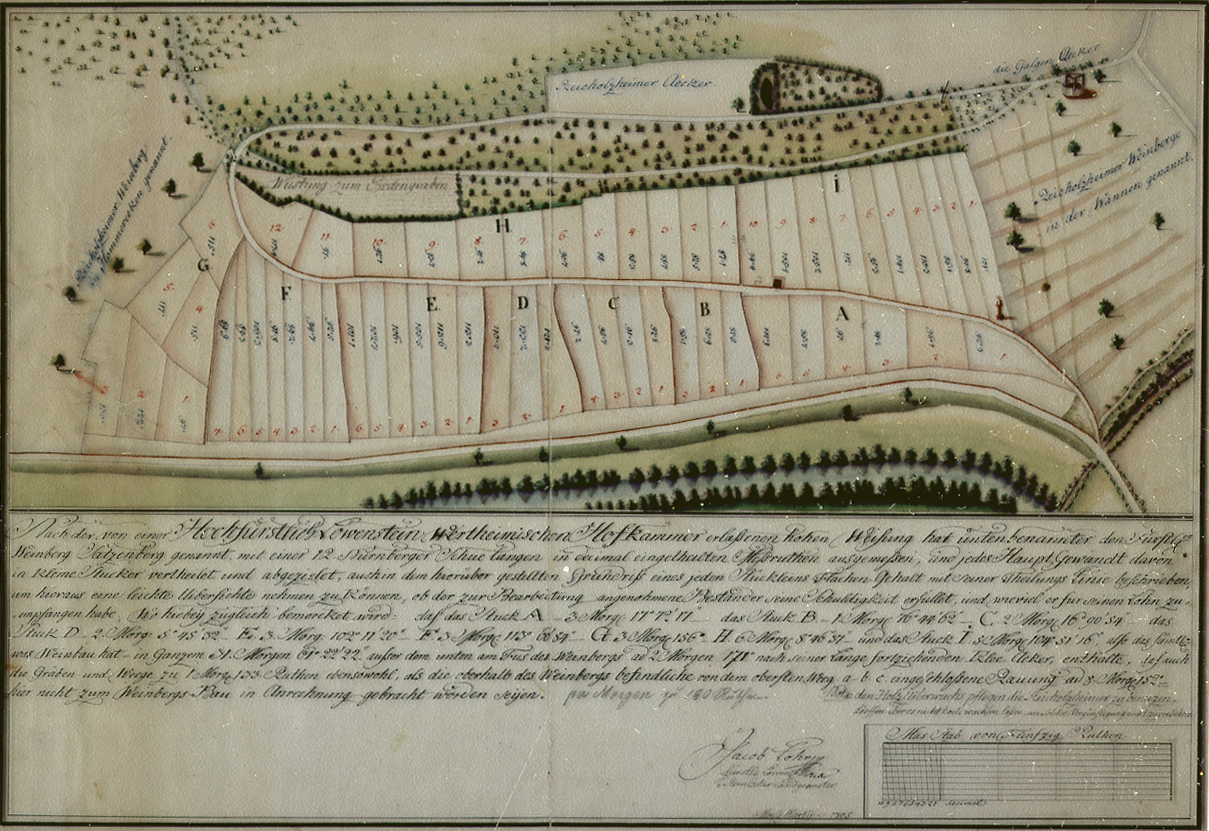
Karte des Satzenbergs von 1805

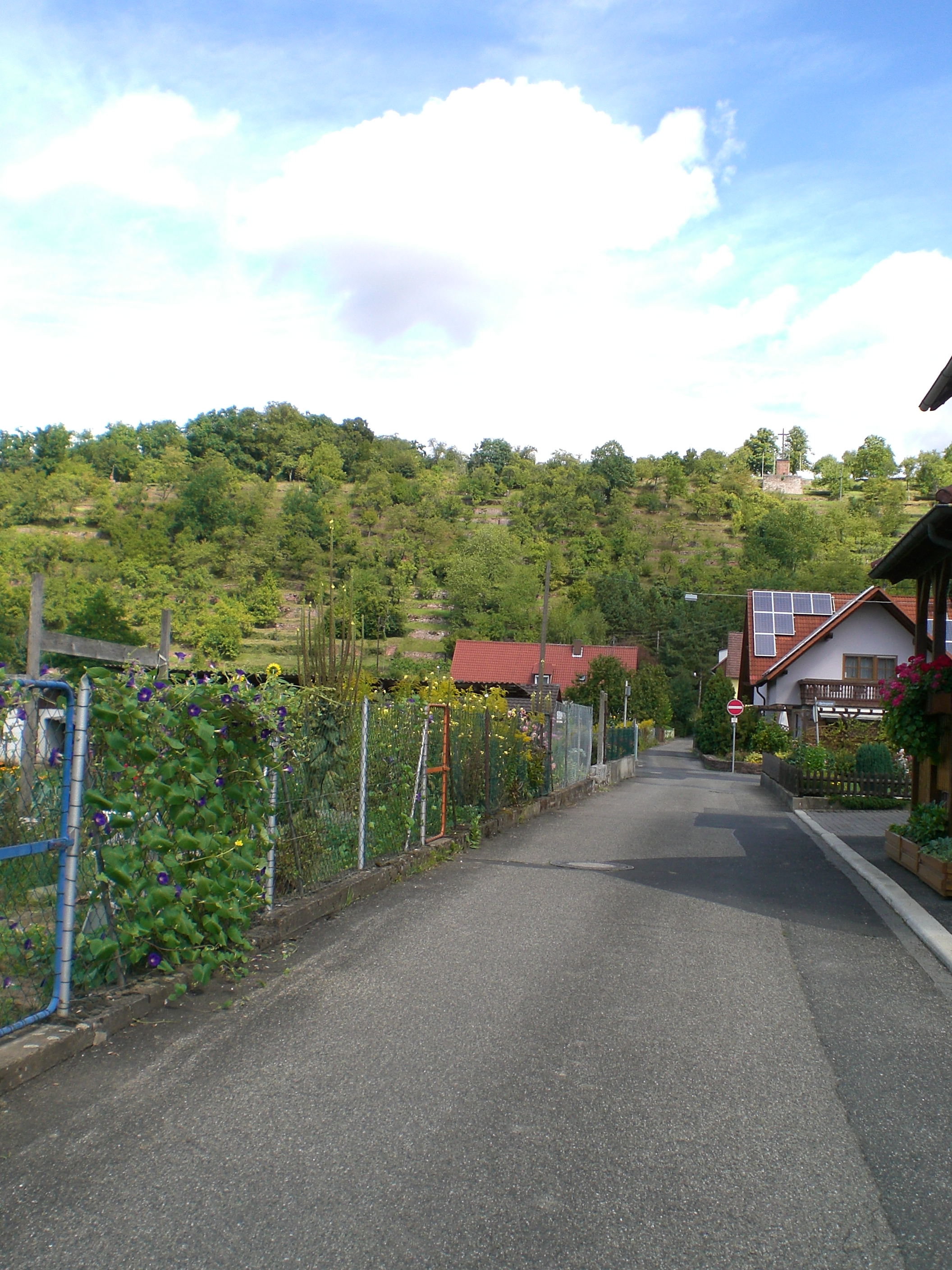
Blick auf den Heiligenweinberg

Der Weinbau stellt in Reicholzheim seit Jahrhunderten eine Einkommensquelle dar. So fand der Satzenberg zwischen Reicholzheim und Bronnbach, die letzte bewirtschaftete Terrassenlage an der Tauber, bereits 1318 erstmals urkundliche Erwähnung; vermutlich wurde er jedoch bereits im 8. Jahrhundert angelegt. Ein historischer Terrassen-Weinberg aus dem hohen Mittelalter ist der Heiligenweinberg am Ortseingang Richtung Wertheim. Der Export von Tauberwein wird 1100 schriftlich bezeugt. Das Rebland gehörte dem Grundherren, also dem Kloster Bronnbach. Die Reicholzheimer Bauern mussten einen ertragsunabhängigen Zins für den Weinberg und einen ertragsabhängigen für die Qualität der Ernte in Form von Trauben abgeben. Den Rest durften sie behalten. In Reicholzheim ließ der Bronnbacher Abt extra zur Abgabe und Weiterverarbeitung einen Klosterhof bauen, der heute auf dem Areal der heutigen Winzergenossenschaft liegt. Es gab 3 Qualitätsgruppen von Wein:
1. Das Wachstum oder Eigengewächs war die beste Sorte wie Riesling, Traminer, Muskateller oder Gutedel. Dieser Wein gehörte ausschließlich der Herrschaft.
2. Der Zehntwein wurde aus vielen Sorten zusammengemischt, er wurde an Beamten, den Pfarrer oder andere Amtspersonen abgegeben.
3. Der Gültwein war von geringster Qualität, bestand aus zusammengemischten Resten und war für Diener und Knechte bestimmt.

Die Klöster waren die größten Förderer des fränkischen Weinbaus, denn sie konnten in ihren Kellern und Fässern die Weine reifen lassen und Fehl- und Überernten ausgleichen. Als die Klöster durch die Säkularisation aufgelöst wurden, wurde auch weniger Wein angebaut. Schädlinge wie die Reblaus und Peronospora brachten dann den Weinbau Ende des 19. Jahrhunderts ganz zum Erliegen. Erst ab 1930 wurde dann von Reicholzheimern der „First“ als Rebgelände wieder angelegt. Seit 1951 gibt es in Reicholzheim die Winzergenossenschaft „Badisches Frankenland“, diese und der Weinbauer Schlör kümmern sich professionell um den Reicholzheimer Wein. In Reicholzheim befindet sich heute eine Außenstelle der Gebietswinzergenossenschaft Franken (GWF) im Winzergenossenschaftsgebäude.

### Industrie
In Reicholzheim gibt es mehrere Firmen, darunter folgende überregionale Betriebe:
- Sauerstoffwerk Friedrich Guttroff GmbH[57], Hersteller von Industriegasen und Sauerstoff
- TFA Dostmann, Hersteller von Thermometern[58], digitalen Wetterstationen und Messinstrumenten
- Rekuplast, Kunststoff-Spritzgießerei
- ATG Luther & Maelzer, Leiterplattentestsysteme
- Wanner-Technik, Hersteller von Industrieschneidmühlen
- Außenstelle des Fraunhofer-Instituts für Silikatforschung im Ortsteil Bronnbach
- UEBE Medical GmbH, Hersteller von Fieberthermometern, Blutdruckmessgeräten und Verhütungscomputern, hatte hier den Unternehmenssitz bis zum Umzug des Unternehmens nach Külsheim.

### Höhenfestpunkt
Richolfstraße 60, Ecke Alte Heerstraße, Gasthaus zum Riesen, Südostseite; 1,10 m von der Südwestkante; 0,10 m unter Sockelhöhe; 0,53 m über Gehweg (Asphalt), Inschrift: 1338". Es handelt sich um einen Höhenfestpunkt erster Ordnung, d. h., er wurde im Verbund mit einer Schweremessung auf Millimeter genau bestimmt. Die Höhe dort (Oberkante) ist 149,378 m ü. NHN.

## Ehrenbürger
- Karl Ferdinand Farrenkopf (1869–1949), Pfarrer in Reicholzheim von 1917 bis 1938, Verleihung der Ehrenbürgerwürde 1945 aufgrund seiner politischen Verfolgung[59]

## Persönlichkeiten
- Adalbert Ullmer (1896–1966), Politiker (NSDAP)
- Paul Benz (1898–1995), Bürgermeister von Neubrunn, Präsident der Landestierärztekammer Baden, Heimatforscher, Gründungsvorsitzender des Reit- und Fahrvereins Wertheim, Initiator des Heimatvereins Reicholzheim[60][61]